# Дом здравља Стари град (Београд)
Дом здравља Стари град је здравствени центар у Београду, који се налази на територији градске општине Стари град.

## Опште информације
Дом здравља Стари град са седиштем у Симиној улици бр 23-27, званично је регистрован као установа у Окружном привредном суду у Београду 28. децембра 1965. године. У овом здравственом центру постоје службе за здравствену заштиту деце, жена, одраслих, дијагностика (лабораторија, рендген одељење, ултразвучна дијагностика), поливалентна патронажа, специјалистичке службе (интерна медицина, психијатрија, физикална, офталмологија, оториноларингологија и хирургија) и стоматологија.

## Историјат
Прва установа за пружање здравствене заштите у Београду била је Централна амбуланта код Лондона, основана 1923. године и представљала је претечу дома здравља. Правилником из 1930. године, дефинисана је улога и надлежност ове установе са одељењима као што су Диспанзер за матере и децу, Школска поликлиника, Бактериолошко-епидениолошко и хемијско одељење, Диспанзер за турберкулозу и Хигијенска служба. Мажестик - зубна поликлиника основана је 1944. године као Војна зубна амбуланта на месту приватне клинике Др Шнур из 1926. године.
Основање Дома здравља Стари град везује се за 1. јул 1948. године, када је формирана Поликлиника и Здравствени центар Народног одбора Првог рејона. Установа се налазила у згради Београдског бродарског друштва, на углу Капетан Мишине и Јевремове улице. У приземном делу било је пријемно одељење, интернистичка служба и гинеколошка амбуланта, на првом спрату биле су амбуланте за очне и ушне болести, лабораторија и рендген.
До укидања приватне лекарске праксе на територији општине Стари град дошло је 1959. године, па је формирано 7 секторских амбуланти и то са помесним заједницама. То су биле амбуланте у Солунској, Цетињској, улицама Ђуре Ђаковића, Косте Стојановића, Кондиној, Топличином венцу и у улици Риге од Фере.